# Ђинестра (Палермо)
Ђинестра је насеље у Италији у округу Палермо, региону Сицилија.
Према процени из 2011. у насељу је живело 30 становника. Насеље се налази на надморској висини од 524 м.